# Гранд, Отис
Отис Гранд (англ. Otis Grand, настоящее имя Фуад Бишти (англ. Fuad Bishti); 14 февраля 1950 года, Бейрут, Ливан — 7 июня 2023 года, Лондон, Великобритания) — британский и американский блюзовый гитарист ливанского происхождения. Лауреат Blues Music Awards в категории «Альбом современного блюза» (1992), с 1990 по 1996 год журналом Blues Connection семь раз подряд признавался лучшим блюзовым гитаристом Великобритании. .

## Биография
Родился в Бейруте в 1950 году одним из семи детей в ливийско-ливанской семье. Позднее семья переехала в США и обосновалась в Калифорнии. Фуад Бишти впервые взял в руки гитару в 13-летнем возрасте под впечатлением от гитарных инструментальных групп того времени типа Ventures, Dick Dale, Surfaris. Позднее музыкант ссылался на это увлечение, объясняя то, что он только играет, а не поёт. Учился самостоятельно, замедляя пластинку на проигрывателе и наблюдая за аккордами на фотографиях или во время выступлений. Освоив гитару, он позже перешел на педальную стил-гитару, лэп-стил, мандолину, бузуки и «всё струнное». В 1960-е же годы он увлёкся блюзом, которые передавали по радио. Но поворотным моментом стало прослушивание пластинки Би Би Кинга в 1966 году: «в шестнадцать лет весь мой мир перевернулся с ног на голову, когда мой школьный друг Чак ДеКоста поставил мне BB King Live At The Regal. С тех пор я был глубоко погружен в электрический городской блюз» . Кроме Би Би Кинга в числе своих фаворитов музыкант называл Альберта Кинга, Бадди Гая, Ти-Боун Уокера, Отиса Раша, Джимми Рида, Элмора Джеймса и Лютера Эллисона, а в акустическом блюзе Джоша Уайта и, неизбежно, Роберта Джонсона. Полное погружение в классический блюз в то время музыкант считал везением, позволившим ему избежать современных влияний: «Я никогда не интересовался роком, Хендриксом, Cream и т. п., и единственными белыми исполнителями, которые мне нравились были Пол Баттерфилд, Майк Блумфилд и Чарли Масселуайт, которые были популярны в Калифорнии и играли настоящий блюз, максимально приближенный к чёрным исполнителям».
Первой его группой была школьная группа The Unknown, исполнявшая ритм-н-блюз на танцах. В 1969 году музыкант сформировал свою первую профессиональную группу The Bliss Blues Band. Одна из компаний в то время записала сольный акустический альбом гитариста, но не выпустила его. В 1970-е годы группа выступала по побережью. В то время музыкант познакомился с такими музыкантами как Роберт Крей, Джо Луис Уокер и Кёртис Сальгадо. Тогда же он получил своё прозвище Отис от чикагского певца и гитариста Эдди Рэя, с которым он регулярно выступал. 
В 1977 году Отис Гранд, под впечатлением от успехов Лютера Эллисона и Мемфиса Слима в Европе переехал в Париж, где сформировал большую блюзовую группу, не получившую признания. Тогда он сформировал группу в стиле вестерн-свинг, где играл на педальноё стил-гитаре, и выступления в этой группе позволяли ему выживать. В начале 1980-х Гранд вернулся в Калифорнию, но в 1985 году, женившись на валлийской девушке, переехал в Лондон, с намерением найти настоящую блюзовую группу и присоединиться к ней. Переехав, он с удивлением обнаружил что таковые в Лондоне отсутствуют: «В Лондоне не было ни одной группы, игравшей что-либо похожее на настоящий блюз, что было позором, потому что именно эта страна подарила миру Питера Грина, Эрика Клэптона и Джона Мейолла. Я думал, что здесь будет много Миков Флитвудов и Джонов Макви, но нет, сцена была полна усердных рок-барабанщиков и тяжеловесных басистов, использующих плектры». С другой стороны, это предоставило Гранду возможность завоевать блюзовую сцену Лондона, и вскоре он создал группу Otis Grand & Dance Kings c 10 музыкантами в составе, которая постепенно начала выступать в пабах и клубах. Прорыв на национальный уровень состоялся в 1987 году, когда группа выступила на разогреве у Gary Glitter Band в Королевском Альберт-Холле. В 1988 году группа записала дебютный альбом Always Hot, продюсером которого был Джо Луис Уокер. Альбом был хорошо принят и стал победителем на церемонии вручения премии British Blues Foundation Awards 1989 года в номинации «Лучший блюзовый альбом». Сам Гранд говорил про него что «Мне нравятся некоторые блюзовые композиции, которые я на нем записал, но в основном это были аранжировки биг-бэнда». После этого группа активно гастролирует в Европе и выступает на разогреве у американских звёзд блюза, таких как Джон Ли Хукер, Би Би Кинг, Альберт Коллинз, Стиви Рэй Вон и Стив Уинвуд. В 1991 году Отис Гранд по настоянию лейбла записал альбом с Гитар Шорти My Way or the Highway. Как вспоминал музыкант: Джон Стедман [владелец JSP Records] хотел чисто блюзовый альбом, но у Shorty было что-то другое на уме. Он пользовался репутацией, что он женат на сестре Джими Хендрикса, и он научил Джими играть, поэтому в день сессии он появился с миллионом педалей, fuzz, wah wah, всем на свете. Джон Стедман и я посмотрели друг на друга в недоумении и оба сказали друг другу: «Скажи ему» . Результат оказался потрясающим: альбом записанный в лучших традициях блюза в 1992 году был признан лучшим альбомом современного блюза в США. В 1992 году вышел альбом He Knows the Blues, который на церемонии British Blues Foundation Awards был признан лучшим блюзовым альбомом, сам Гранд выиграл в номинации «Лучший блюзовый гитарист», а его группа в номинации «Лучшая блюзовая группа».
В дальнейшем Отис Гранд регулярно записывался и гастролировал, как в Европе, так и в США. В 1991 году музыкант был признан лучшим блюзовым гитаристом Британии, и получал эту награду ежегодно до 1996 года. Альбом 1993 года Big Blues From Texas с Филлипом Уокером в декабре 1993 года был признан журналом Blues&Rhythm CD месяца. В 1994 году Отис Гранд решил записать альбом в США, и сделал это в Бостоне, с участием духовой секции Roomful of Blues, харперами Кимом Уилсоном и Шуга Рэй Норча, ритм-секцией его группы The Bluetones, пианистом Энтони Джерачи и певцом Кёртисом Сальгадо. Этот альбом сделал Отиса Гранда самым продаваемым в Великобритании и Европе с общими продажами, превзошедшими других блюзовых исполнителей, включая Роберта Крея и Дюка Робилларда. Он также дебютировал на 8-м месте и попал в двадцатку лучших в блюзовом чарте США, а также получил широкую ротацию на радио как в США, так и в Канаде. Альбом Perfume & Grime в 1996 году Отис Гранд записывал в Новом Орлеане, на нём он экспериментировал со стилями, добавив в музыку элементы фанка, соула и зайдеко, и записав его с рядом известных блюзменов.  Как говорил музыкант «Он так назван, потому что „Perfume“ — это любовь и душа, сладкий южный соул, а „Grime“ было новым названием для блюза в 90-х, грязный, грубый и жёсткий, что и есть весь Новый Орлеан: любовь, душа, грязь, жёсткость и чумовой блюз». Успех в США привёл к проблемам с постоянной группой в Британии, и Гранд распустил группу, собрав новый состав. Летом и осенью 1998 года Отис Гранд отправился в большой тур по Канаде и Соединенным Штатам и появился на всех крупных блюзовых фестивалях, включая давний фестиваль блюза в Сан-Франциско и Mighty Cisco Systems Ottawa Bluesfest. После этого в течение двух лет Отис Гранд работал с Ike Turner & the Rythm Kings в качестве гитариста и лидера группы. Вместе с тем, он работал с собственной группой, гастролируя по Европе в поддержку следующего альбома Grand Union, вышедшего в 1998 году. В 2000 годы Отис Гранд продолжал регулярно записываться и выступать. Последний свой «номерной» альбом записал в 2012 году. 
Умер в 2023 году в Лондоне. 
Кавалер Медали Президента Ливана за достижения в искусстве (2009). По опросам британского журнала «Guitarist» входит в число 50 лучших блюзовых гитаристов всех времён и в 10 лучших блюзовых гитаристов Великобритании всех времён. Является, наряду с Бонни Рэйтт, одним из двух музыкантов, кто включён в UK Gallery of the Greats (в него включаются музыканты после пяти премий подряд British Blues Connection Awards) . Разработал и осуществлял программу «Блюз в школах», где читал лекции в средних школах Великобритании и по всей Европе с целью популяризации блюза. 
«Играемый в основном на Gibson ES-355, что добавляет аутентичности исполнению, стиль „медленного блюза“ Гранда опирается на его великолепное мастерство в фразировке, формировании нот и подаче. Его способность контролировать каждую ноту и делать ее осмысленной замечательна »
Сам Отис Гранд говорил в своём интервью о своём стиле: «Мой стиль игры полностью основан на стиле Би Би Кинга середины шестидесятых, и его самом большом предшественнике, Ти-Боун Уокере, а также других старых традиционалистов вплоть до Мэджика Сэма. То есть, гитара, подключенная напрямую к усилителю и включенная на полную громкость…я никогда не использовал никаких звуковых модификаторов или педалей эффектов. Никогда не использовал и никогда не буду. Я не понимаю людей, которые всегда ищут звук, покупая всевозможные педали эффектов, которые искажают и мешают естественной красоте гитары».

## Дискография
- 1988: Always Hot (Indigo; Sanctuary Records)
- 1991: My Way or the Highway (JSP Records) с Гитар Шорти
- 1992: He Knows the Blues (Sequel Records; Volt Records)
- 1993: Big Blues From Texas (JSP) с Филлипом Уокером
- 1994: The Return of Honk! (JSP) c Джо Хьюстоном
- 1994: Nothing Else Matters (Sequel; Sanctuary)
- 1996: Perfume & Grime (Sequel; Sanctuary) c Даррелом Налишом, Кёртисом Сальгадо и Лютером Эллисоном
- 1998: Grand Union (Blueside; Valley Entertainment) с Энсоном Фандербергом и Дебби Дэвис
- 2002: Guitar Brothers (JSP) с Джо Луис Уокером
- 2007: Hipster Blues (Bliss Street)
- 2012: Blues '65 (Main Gate) с Sugar Ray & The Bluetones
- 2023: Live At Burnley Blues Festival / Collaborations & Rarities (JSP) 2-CD